# Russie aux Jeux olympiques d'été de 2004
La Russie participe aux Jeux olympiques d'été de 2004 à Athènes. Il s'agit de leur 6e participation à des Jeux d'été.
La délégation russe, composée de 446 athlètes, termine troisième du classement par nations avec 92 médailles (28 en or, 26 en argent et 38 en bronze).